# 미라이 (악성 소프트웨어)
미라이(Mirai, 일본어로 "미래"를 뜻하는 未来)는 리눅스를 실행하는 네트워크 기기를 원격 제어되는 봇으로 만들어 대규모 네트워크 공격에 봇넷의 일부로 사용하는 악성 소프트웨어이다. 주로 IP 카메라나 가정용 라우터와 같은 온라인 소비자 기기를 표적으로 삼는다. 미라이 봇넷은 2016년 8월, 화이트햇 악성코드 연구 그룹인 MalwareMustDie에 의해 처음 발견되었으며, 2016년 9월 20일 컴퓨터 보안 전문 기자 브라이언 크렙스 웹사이트 공격, 프랑스 웹 호스트 OVH 공격, 그리고 2016년 10월 Dyn에 대한 DDoS 공격을 포함하여 가장 규모가 크고 파괴적인 분산 서비스 거부(DDoS) 공격에 사용되었다. 악성코드의 원 제작자인 안나 선배와 로버트 코엘료의 채팅 기록에 따르면, 미라이는 2011년 TV 애니메이션 시리즈 '미래일기'에서 이름을 따왔다.
이 소프트웨어는 원래 개발자들이 마인크래프트 서버를 DDoS 공격하거나 마인크래프트 서버에 DDoS 방어 서비스를 제공하는 회사들이 미라이를 이용해 정보 유출을 시도하는 데 사용되었다. 미라이의 소스 코드는 이후 Hack Forums에 오픈소스로 공개되었다. 소스 코드가 공개된 이후, 이 기법은 다른 악성코드 프로젝트에도 적용되었다.

## 같이 보기
- 리눅스 악성 소프트웨어
- 서비스 거부 공격